# Chrysopa lojensis
Chrysopa lojensis är en insektsart som beskrevs av Navás 1929. Chrysopa lojensis ingår i släktet Chrysopa och familjen guldögonsländor. Inga underarter finns listade i Catalogue of Life.